# Soyouz TM-17
Soyouz TM-17, mission baptisée ALTAÏR par les Français et SIRIUS par les Russes, est un vol avec équipage du vaisseau spatial Soyouz-TM soviétique Soyouz, lancé le 1er juillet 1993.

## Déroulement de la mission
Le lancement a eu lieu depuis le cosmodrome de Baïkonour le 1er juillet 1993.
Après un vol de deux jours, Soyouz TM-17 s'est amarré à la station spatiale Mir le 3 juillet 1993 et a rejoint le 13e équipage permanent de Mir composé du commandant de bord Gennadi Manakov et de l'ingénieur de vol Alexander Poleshchuk de la mission Soyouz TM-16 à bord depuis le 24 janvier 1993. Pendant les 20 jours suivants, les membres d'équipage des deux missions ont effectué un travail scientifique commun. Le 22 juillet, Jean-Pierre Haigneré quitte la station avec le 13e équipage laissant Vasili Tsibilyev et Aleksandr Serebrov qui deviennent le 14e équipage permanent de la station. 
La capsule de retour du Progress M-17 a atterri en toute sécurité au Kazakhstan à 18:02 UTC.

## Équipage
Décollage :
- Vasili Tsibliyev (1), Commandant de bord; durée de la mission : 196j 17h 45m 22s
- Aleksandr Serebrov (4), Ingénieur de vol; durée de la mission : 196j 17h 45m 22s
- Jean-Pierre Haigneré (1) de France (CNES), scientifique ; 20j 16h 08m 52s

Atterrissages :
Le 22 juillet 993:
- Jean-Loup Chrétien
- Gennadi Manakov
- Alexander Poleshchuk

Le 14 janvier 1994:
- Vasili Tsibliyev (1)
- Aleksandr Serebrov (4)

## Équipage de réserve
- Viktor Afanassiev ; Commandant
- Iouri Oussatchiov ; Ingénieur de vol
- Claudie Deshays; CNRS, Chercheuse

## Points importants
17e expédition vers Mir.